# Benoît Poelvoorde
Benoît Poelvoorde (Namur; 22 de septiembre de 1964) es un actor y comediante belga.

## Biografía
Benoît nació en la ciudad de Namur (Bélgica), su padre era camionero y su madre es la actriz Jacqueline Pappaert, más conocida como Jacqueline Poelvoorde-Pappaert, que en sus años de matrimonio tenía una tienda.  A los doce años perdió a su padre y pronto entraría a estudiar en un internado de jesuitas en la ciudad belga de Godinne.  Con diecisiete años empezó a estudiar Artes Aplicadas en el Instituto Técnico Félicien Rops de Namur, donde conoció a Rémy Belvaux. Dotado para el teatro y las interpretaciones atípicas, comenzó a trabajar como fotógrafo. Durante sus estudios de diseño gráfico la Escuela de Investigación Gráfica de Bruselas conoce a André Bonzel, que junto con Rémy Belvaux, hacen su primera película, el cortometraje estudiantil de 13 minutos Pas de C4 pour Daniel Daniel.  En 1992 durante la Semana de la Crítica del Festival de Cannes conocería a la que sería su esposa, Coralie.  En noviembre de 2008 sufrió depresión muy seguramente a causa de su divorcio tras veinte años de matrimonio y durante dos días estuvo ingresado en el Centro Hospitalario Regional de Namur (CDH). En 2010 confesó su bipolaridad.
Es amigo de Jean-Claude Van Damme, Michel Simon, Raimu y Dany Boon, con el que ya ha trabajado en varias ocasiones.

## Carrera

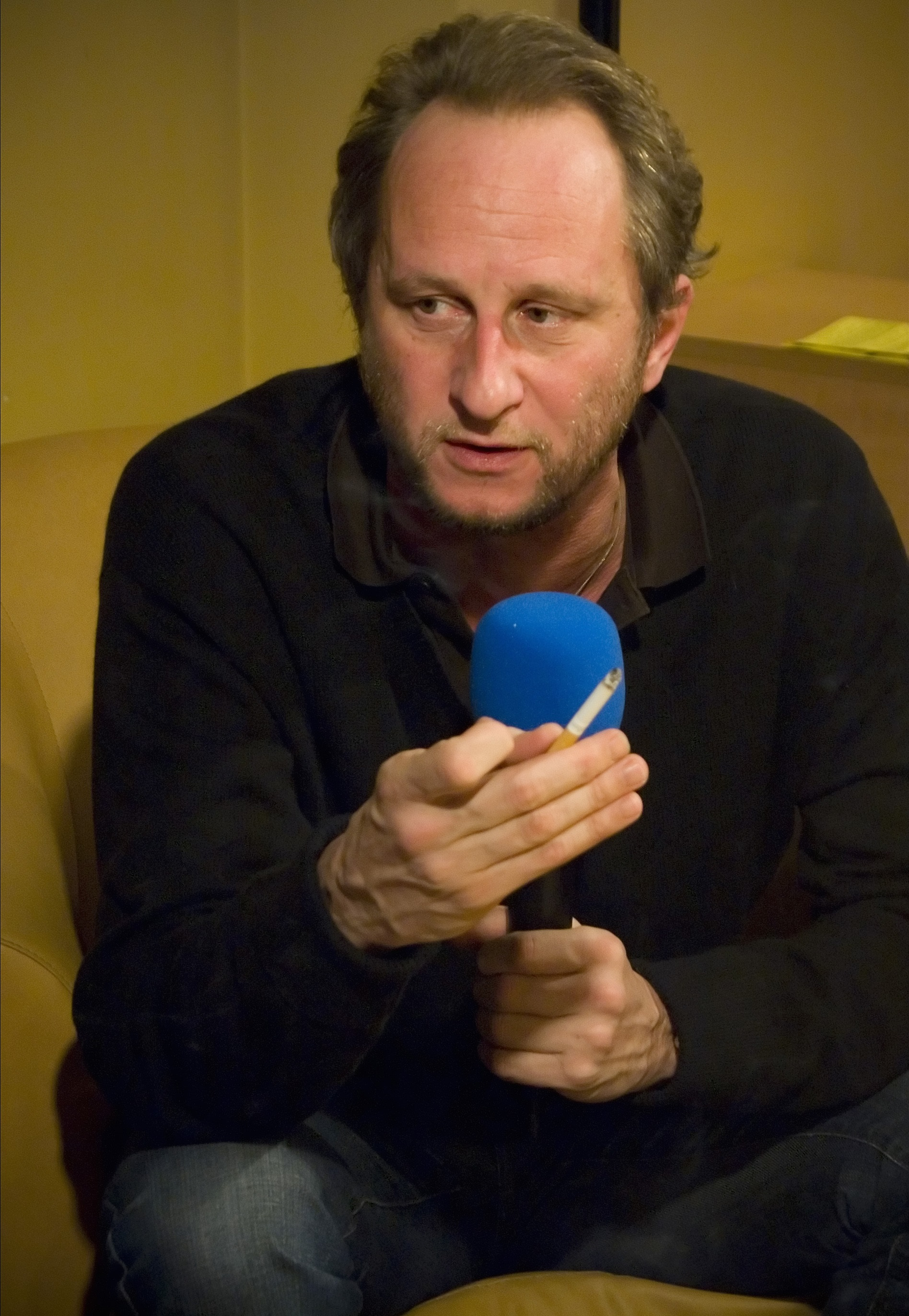
Benoît Poelvoorde en 2007

En 1992, Poelvoorde, Delvaux y Bonzel dirigieron juntos su primer largometraje C'est arrivé près de chez vous, originalmente un filme de bajo presupuesto para proyecto fin de graduación (1992) y que resultó aclamado por la crítica, que se inspiró en el famoso de programa belga "Strip-tease". La película recibió el premio André Cavens para la Mejor Película Mejor por la Asociación de Críticos de Cine belga (UCC).
Poelvoorde ha protagonizado posteriormente varias series de Canal+ y películas como Les Randonneurs, Le Boulet y Podio, que le dieron fama en Francia y Bélgica. En 2001, protagoniza Le Vélo de Ghislain Lambert, un filme gracioso sobre una de sus pasiones, la bicicleta. En 2002 recibió el Premio Jean Gabin para jóvenes talentos. En 2004, formó parte del jurado del Festival de Cannes.
El 6 de diciembre de 2008 fue miembro del jurado de la elección de Miss Francia en Puy du Foy.
En 2008, con la película Astérix aux Jeux olympiques ganó fama y se dio a conocer al gran público. Ha protagonizado en 2009 Coco avant Chanel, con Audrey Tautou; y en 2010, con Isabelle Carré, la comedia de Jean-Pierre Améris,  Émotifs anonymes; y en agosto interviene en L'autre Dumas, de Safy Nebbou, al lado de Gérard Depardieu y Dominique Blanc. En 2011, ganó el premio de la Audiencia en los premios Magritte.

## Filmografía seleccionada
| Año  | Título                                                                    | Papel                         | Director                             |
| ---- | ------------------------------------------------------------------------- | ----------------------------- | ------------------------------------ |
| 1992 | C'est arrivé près de chez vous                                            | Ben                           | Rémy Belvaux y André Bonzel          |
| 1997 | Verter rire ("Justo para Risas")                                          | El inocente                   | Lucas Belvaux                        |
| 1997 | Les Randonneurs ("Hikers")                                                | Éric                          | Philippe Harel                       |
| 1998 | Les convoyeurs attendent ("Los Transportistas están Esperando")           | Roger                         | Benoît Mariage                       |
| 2001 | Le Vélo de Ghislain Lambert ("Ghislain la bicicleta de Lambert")          | Ghislain Lambert              | Philippe Harel                       |
| 2002 | Le Boulet ("Peso muerto")                                                 | Francis Reggio                | Alain Berberian                      |
| 2003 | Rire et Châtiment ("Risa y Castigo")                                      | El primer instructor de ayuda | Isabelle Doval                       |
| 2004 | Podio                                                                     | Bernard Frédéric              | Yann Moix                            |
| 2004 | Atomik Circo, le retour de James Bataille ("El Regreso de James Batalla") | Allan Chiasse                 | Didier Poiraud y Thierry Poiraud     |
| 2004 | Narco                                                                     | Lenny Barra                   | Tristan Aurouet y Gilles Lellouche   |
| 2004 | Aaltra                                                                    | El motocross layman           | Benoît Delépine y Gustave Kervern    |
| 2005 | Akoibon                                                                   | Jean-Mi                       | Édouard Baer                         |
| 2005 | Entre ses mains ("En Sus Manos")                                          | Laurent Kessler               | Anne Fontaine                        |
| 2006 | Jean-Philippe                                                             | Bernard Frédéric              | Laurent Tuel                         |
| 2006 | Selon Charlie ("Charlie Dice")                                            | Joss                          | Nicole Garcia                        |
| 2008 | Astérix en los Juegos Olímpicos                                           | Brutus                        | Thomas Langmann y Frédéric Forestier |
| 2008 | Louise-Michel                                                             | Guy, el ingeniero             | Gustave Kervern y Benoît Delépine    |
| 2009 | La guerre des miss                                                        | Franck Chevrel                | Patrice Leconte                      |
| 2009 | Coco avant Chanel ("Coco Antes de que Chanel")                            | Anne Fontaine                 | Étienne Balsan                       |
| 2009 | Bancs Públicos (Versailles Rive-Droite) ("Bancos de Parque")              | El cliente en el armario      | Bruno Podalydès                      |
| 2010 | L'Autre Dumas ("El Otro Dumas")                                           | Auguste Maquet                | Safy Nebbou                          |
| 2010 | Mammuth                                                                   | El competidor                 | Benoît Delépine y Gustave Kervern    |
| 2010 | Les Émotifs anonymes ("Romantics Anónimo")                                | Jean-René van Den Hugde       | Jean-Pierre Améris                   |
| 2010 | Matarme Complacer                                                         | Monsieur Demanet              | Olias Barco                          |
| 2011 | Nada que declarar                                                         | Ruben Vandevoorde             | Dany Boon                            |
| 2011 | Mon pire cauchemar ("Mi Pesadilla Peor")                                  | Patrick                       | Anne Fontaine                        |
| 2012 | Le Magnífico Soir                                                         | Benoît Savelli un.k.Un. "No"  | Gustave Kervern y Benoît Delépine    |
| 2013 | Une histoire d'Amor                                                       | El banquero                   | Hélène Fillières                     |
| 2013 | Un lugar en la Tierra                                                     | Antoine                       | Fabienne Godet                       |
| 2014 | Tres corazones                                                            | Marc                          | Benoît Jacquot                       |
| 2015 | El nuevo Nuevo Testamento                                                 | Dios                          | Jaco Van Dormael                     |
| 2015 | Une famille à louer                                                       | Paul-André Delalande          | Jean-Pierre Améris                   |
| 2016 | The Jews                                                                  | Boris                         | Yvan Attal                           |
| 2016 | Saint-Amour                                                               | Bruno                         | Gustave Kervern y Benoît Delépine    |
| 2017 | 7 Días no más                                                             | Pierre                        | Héctor Cabello Reyes                 |
| 2018 | En la Estación!                                                           | Buron                         | Quentin Dupieux                      |
| 2018 | Le Grand Bain                                                             | Marcus                        | Gilles Lellouche                     |
| 2019 | Dos hijos                                                                 | Joseph                        | Félix Moati                          |
| 2019 | Blancanieves                                                              | Charles                       | Anne Fontaine                        |
| 2019 | Raoul Taburin tiene un secreto                                            | Raoul Taburin                 | Pierre Godeau                        |
| 2019 | Venecia no está en Italia                                                 | Bernard                       | Ivan Calbérac                        |
| 2019 | Adoración                                                                 | Hinkel                        | Fabrice Du Welz                      |
| 2020 | Borre la historia                                                         | Repartidor de Alimazone       | Gustave Kervern y Benoît Delépine    |
| 2020 | Cómo me convertí en Superhéroe                                            | Monte Carlo                   | Douglas Attal                        |
| 2020 | De profesión: Padre                                                       | André Choulans                | Jean-Pierre Améris                   |
| 2021 | Misterio en Saint-Tropez                                                  | Claude Tranchant              | Nicolas Benamou                      |
| 2023 | Fumer fait tousser                                                        | Lézardin                      | Quentin Dupieux                      |

### La voz que actúa
- 2009 : Una Ciudad Pánico Llamado

### Cortometrajes
- 1997 : Le Signaleur
- 1988 : Pas de C4 vierte Daniel Daniel por Rémy Belvaux y André Bonzel

## Premios y distinciones
Festival Internacional de Cine de Cannes
| Año  | Categoría   | Película                 | Resultado |
| ---- | ----------- | ------------------------ | --------- |
| 1992 | Premio SACD | Ocurrió cerca de su casa | Ganador   |

Festival Internacional de Cine de San Sebastián
| Año  | Categoría                        | Película                    | Resultado |
| ---- | -------------------------------- | --------------------------- | --------- |
| 2001 | Premio del jurado al mejor guion | La bici de Ghislain Lambert | Ganador   |